# Internationale Gesellschaft für Geschichte der Pharmazie
Die Internationale Gesellschaft für Geschichte der Pharmazie (IGGP, auch ISHP) ist eine wissenschaftliche Gesellschaft zur Erforschung und Darstellung der Geschichte der Pharmazie. Die IGGP verfolgt keine kommerziellen Interessen und tritt beispielsweise auch unter gleichberechtigten englisch- oder französischsprachigen Namen auf wie International Society for the History of Pharmacy oder Société Internationale d'Histoire de la Pharmacie. Der Dachverband von 29 nationalen Gesellschaften (Stand: 09/2019) organisiert regelmäßig Kongresse und vergibt alle zwei Jahre ein Forschungsstipendium. Publikationsorgane sind ein jährlicher Newsletter und die wissenschaftliche Zeitschrift Pharmaceutical Historian, die in Kooperation mit der British Society for the History of Pharmacy herausgegeben wird.

## Geschichte
Bereits am 18. August 1926 gründeten der Österreicher Ludwig Winkler, die Deutschen Fritz Ferchl, Georg Urdang und der Berliner Anstalts-Apotheker Walther Zimmermann gemeinsam mit Otto Raubenheimer aus den USA in Innsbruck die Gesellschaft für Geschichte der Pharmazie.  Der engere Vorstand setzte sich zusammen aus
- Ludwig Winkler, Innsbruck, (1. Vorsitzender),
- Hermann Gelder, Berlin, (2. Vorsitzender und 1. Schriftführer),
- Georg Urdang, Berlin, (2. Schriftführer),
- Fritz Ferchl, Mittenwald, (Schatzmeister) und
- Walther Zimmermann, Illenau, (Geschäftsführer, Leiter der Zentralstelle).[2]

Nicht zuletzt die ab dem Folgejahr 1927 herausgegebene Zeitschrift Die Vorträge der Hauptversammlung der Gesellschaft für Geschichte der Pharmazie verschaffte der Gesellschaft bis 1929 einen raschen Zulauf von Apothekern aus damals 17 Nationen, so dass die Hauptversammlung im selben Jahr eine internationale Ausrichtung der Gesellschaft beschloss. Parallel zur Hauptversammlung richtete die Gesellschaft in Berlin eine Ausstellung aus im dortigen Schlossmuseum unter dem Titel Kunst- und Kulturgeschichtliches aus alten Apotheken.
Nach der Zeit des Nationalsozialismus und dem Zweiten Weltkrieg formierte sich die Gesellschaft neu und gab sich 1949 den Namen Internationale Gesellschaft für Geschichte der Pharmazie. Da die deutschen Mitglieder schon von Anfang an die größte Landesgruppierung gestellt hatte, gaben sich diese 1966 als Deutsche Gesellschaft für Geschichte der Pharmazie eine eigenständige, 1996 revidierte Satzung. 1999 wurde die internationale Gesellschaft im Sinne eines Dachverbandes nationaler Verbände umstrukturiert.

## Schriften (Auswahl)
- Julian Paulus, Katja Schmiederer: Die Veröffentlichungen der Internationalen Gesellschaft für Geschichte der Pharmazie 1927–2000 : eine Bibliographie. Stuttgart : Wissenschaftliche Verlagsgesellschaft, 2001

- Pharmaceutical Historian: an international journal for the history of pharmacy. ISSN 0079-1393.